# 電子商取引
電子商取引（でんししょうとりひき、英: electric trade）あるいはeコマース（イー・コマース、英: e-commerceあるいはelectronic commerce 、略称:EC）とは、データ通信やコンピュータなど電子的な手段を介して行う商取引の総称。狭義にはインターネットを通じて遠隔地間で行う商取引を指す。より狭義には、Webサイトなどを通じて企業が消費者に商品を販売するネット通販を指す場合もある。「イートレード」とも言い、消費者側からは和製英語で「ネットショッピング」とも呼ばれている（「ECサイト」も参照）。

## 概説
技術寄りの表現で「eコマース」、法律用語・行政用語などで「電子商取引」と呼ばれているのは、コンピュータネットワーク上での電子的な情報通信によって商品やサービスを売買すること（や交換すること）である。インターネットを利用したものも、特定顧客用の専用線を利用したものも、どちらも含まれる。一般の人々が「ネットショッピング」と呼んでいる行為もこの電子商取引の一種に当たる。
インターネット上の商行為の幅は大きく広がってきており、商品の宣伝、売買、契約締結、決済などが行われるようになっている。
この記事では電子商取引全般について解説するが、結果としてインターネットを通じての企業と消費者との商品売買について多く記述することになる。商取引を行うためのウェブサイトについては、ここでも説明の途中で若干は触れるが、詳しくは「ECサイト」や「電子商店街」の記事を参照のこと。

## 種類・分類
取引主体の種類の組み合わせにより、次のように分類できる。
- B to B EC（ビートゥービー・イーシー） - 企業間のEC[1]。B to B とはBusiness to Business。B2Bとも書く。
- B to C EC（ビートゥーシー・イーシー） - 企業と消費者の間のEC[1]　B to CとはBusiness to Consumer。B2Cとも書く。
- C to C EC（シートゥーシー・イーシー）- 消費者間のEC[1]　C to CとはConsumer to Consumer。C2Cとも書く。

関連項目
- 企業間取引（B2B） / 企業対消費者間取引（B2C）/ 消費者間取引（C2C）/ 企業対従業員間取引（B2E）/ 企業対政府間取引（B2G） オンライン・ツー・オフライン（O2O） /
- 越境EC
- 日本通信販売協会

## 歴史
1976年、アテラ・テクノベーション社（米国、カリフォルニア州）およびRamo Corporationが、金融会社がオンライン上での安全な取引を行うための製品を売り出した。
1979年にはMichael Aldrichがオンラインショッピングのシステムのデモンストレーションを行った（これが「初のオンラインショッピング・システム」とも言われることがある）。
1981年にはトムソン・ホリデイズ社が企業間（B2B）のオンライン取引のシステムを設置した（これがB2B商取引の最初のシステムとも言われている）。
1982年には、フランス国内でフランス電電公社のミニテルのネットワークが爆発的に普及し、これがオンライン発注にも大々的に利用されるようになった。
1983年にはカリフォルニア州下院議会が「electronic commerce」についての最初の公聴会（関係者からの意見の聞き取り）を、カリフォルニア州にあるVolcanoで行った。この公聴会にはCPUCに加えてMCI Mail、Prodigy、CompuServe、Volcano Telephone、Pacific Telesisの各社が参加した。
1984年にはテスコ社がB2Cオンラインショッピングシステムの利用を開始。最初の家庭からの利用者は72歳の女性だった。
1984年4月にはCompuServeが米国とカナダでElectronic Mall（電子商店街）を開始。利用者に理解しやすいサービスとしては最初のものとなった。
1989年5月にはセコイア・データ社が「Compumarket（コンプマーケット）」というシステムの利用を開始。これがインターネットを利用したeコマースシステムとしては最初のものだと考えられており、買い手はデータベースから商品を検索し、クレジットカードで購入することができるものだった。
1995年7月、Amazon.com がオンライン書店としてサービスを開始。
インターネットの発達にともない、1990年代後半から、企業がインターネットを介して（主にウェブサイトなどを介して）不特定多数の人々（消費者）に対して小売（企業対消費者間取引、B2C、BTC）を行うことが、少しずつ広まっていった。
さらに時がたつにつれて、消費者間取引（C2C、CTC、たとえばインターネットオークションなど）が、ウェブサイト上で行われるようになってきた。

## 電子商取引の技術
電子商取引には次のような技術が使われている。
- サプライチェーン・マネジメント
- 電子マーケティング
- オンラインマーケティング
- オンライントランザクション処理
- 電子データ交換(EDI)
- 自動化された在庫管理システム
- 自動化されたデータ収集システム
- 商品情報管理（PIM）

- 電子資金移動（en:Electrical Funds Transfer、EFT）

## 関連法規
各国での法規
日本
経済産業省が定める「電子商取引及び情報財取引等に関する準則」では次の法規を関連法規として挙げている。
- 景品表示法
- 個人情報保護法
- 資金決済法
- 通則法
- 電子契約法
- 特定商取引法
- 特定電子メール法
- 独占禁止法
- 不正アクセス禁止法
- プロバイダ責任制限法
- 預金者保護法

EU
- Electronic Commerce Directive 2000（英語版） - 2022年にデジタルサービス法に更新された。

## メリット・デメリット
通信販売#通信販売の利点・欠点も参照

### 売り手側
実店舗を持つよりも、（他の通信販売と同様かそれ以上に）少ない費用で販路を得ることができ、資金が少ない人でも販売を始めることができる。
また大規模な消費地から地理的に離れている人も販売を行うことができ、（やり方によっては）国内だけでなく外国の市場にも販売することができる。
クリック・アンド・モルタル - 実店舗とECサイトとの連携によって期待されるシナジー効果。

### 買い手側
他の通信販売と同様かそれ以上に低価格で商品が購入できる。（この背景には、売り手側の運営上のコストや流通コストの低減がある）
また、他の通信販売と同様かそれ以上に、商品の販売価格、品質、性能などに関する情報収集と選定を簡単に行える。
サイト内に「客からの評価」欄がある場合は、多数ある品物の中からの選定や　買う/買わない　の決断に役立つ場合がある。

## 課題
通信販売#通信販売の利点・欠点も参照
セキュリティ
個人情報やクレジットカード情報などが第三者に盗まれないようにしなければならない。インターネット経由の電子商取引では暗号化通信が使われる。
商取引システムに脆弱性があるようだとクラッキングの標的にされ、個人情報を盗まれたり、不正な取引を行われる可能性がある。
詐欺サイト
販売サイトを装ってID/パスワードなどの個人データやクレジットカードのデータなどを騙し取ることが目的のフィッシング詐欺を行う犯罪者がいる。特に販売業者が外国にある場合、消費者側の国の法律の適用が困難な場合が多く、消費者が損害を被ることがある。
詐欺事件の多発
近年では服飾品やブランド品などでニセモノが送付されてくることが多発している。こうした事態に直面した場合は、まずは消費者センターなどに連絡・相談をするのが基本である。ニセモノを送付してくるような悪徳な業者に対して、ニセモノだったことを指摘し返金などを請求しても、それが実行されたのはわずか1%程度にとどまっている、ということが消費者センターなどの統計によって明らかになっている。悪徳販売者は購入者から連絡しても返信・応答もなく、さらに連絡先がやがて不明になってしまうこともしばしばで、結局、99%　返金や交換が実行されないのである。そのため、泣き寝入りしないためには裁判をおこなうことが必要になる場合もある。ネットショッピングモールでの売買に関しては悪徳販売者ばかりを追及するのではなく、ショッピングモール運営企業を、悪徳販売者を放置しているので責任がある、という面から追及したり裁判を起こし、回復措置をとらせたり（返金をさせたり、ニセモノの代わりに本物の品を提供をさせる）、もしもモール運営者がそれを行なわないような不誠実な対応をした場合は、その事実を広く世の人々に公表し不買運動を呼び掛ける、といったことが現実的な解決策となることがある。
2015年には、出店者がポイントを不正取得する事件が発生し、ヤフーが出店者を告訴することを検討した。